# Hallad Rognvaldsson
Hallad Rognvaldsson est Jarl ou  comte des Orcades de 891 à 892.

## Origine
Hallad est l'aîné des fils illégitimes de Rognvald de Møre.

## Règne
Après les disparitions de Sigurd Eysteinsson puis de son fils Guthorm Sigurdsson, le Jarl Rognvald de Møre décide de confier les Orcades et les Shetland à son fils Hallad à qui le roi Harald Ier de Norvège confère le titre de Jarl.
Hallad s'établit à Hrossey mais il doit faire face à des bandes de vikings qui parcourent les îles et le Caithness en tuant et en pillant. Lorsque les paysans viennent se plaindre à lui et réclamer sa protection, Hallad trouve qu'il lui est impossible de redresser la situation. Il renonce à son titre de Jarl et rentre en Norvège où il prend la condition de paysan de franc-alleu.
Lorsqu'il apprend cette nouvelle, le Jarl Rognvald de Møre se montre très mécontent et déclare que « ses fils ne ressemblent pas à leurs ancêtres ». Un autre des enfants illégitimes du Jarl Torf-Einar lui demande alors d'être envoyé aux Orcades.